# Giro di Sardegna
Giro di Sardegna (Engelsk: Tour of Sardinia) var et etapecykelløb, der blev holdt på øen Sardinien, der er en region i Italien. Løbet var klassificeret som 2.1 hos UCI Europe Tour. Løbet blev genoptaget i 2009 efter 11 års pause, men det varede kun i yderligere tre år, før det blev aflyst på grund af problemer med finansieringen i 2012.

## Vindere
|           |                   | Rytter                   | Hold                   |                   |
| --------- | ----------------- | ------------------------ | ---------------------- | ----------------- |
| 1958      | FRA               | Antonin Rolland (FRA)    | L. Bobet-BP-Hutchinson |                   |
| 1959      | BEL               | Rik Van Looy (BEL)       | Faema-Guerra           |                   |
| 1960      | NED               | Jo De Roo (NED)          | Helyett-Fynsec-Leroux  |                   |
| 1961      | BEL               | Emile Daems (BEL)        | Philco                 |                   |
| 1962      | BEL               | Rik Van Looy (BEL)       | Flandria–Faema–Clément |                   |
| 1963      | ITA               | Arnaldo Pambianco (ITA)  | Salvarani              |                   |
| 1964      | ITA               | Vittorio Adorni (ITA)    | Salvarani              |                   |
| 1965      | BEL               | Rik Van Looy (BEL)       | Solo-Superia           |                   |
| 1966      | FRA               | Jacques Anquetil (FRA)   | Ford France-Geminiani  |                   |
| 1967      | ITA               | Luciano Armani (ITA)     | Salamini-Luxor         |                   |
| 1968      | BEL               | Eddy Merckx (BEL)        | Faema                  |                   |
| 1969      | ITA               | Claudio Michelotto (ITA) | Max Meyer (athlete)    |                   |
| 1970      | BEL               | Patrick Sercu (BEL)      | Dreher                 |                   |
| 1971      | BEL               | Eddy Merckx (BEL)        | Molteni                |                   |
| 1972      | ITA               | Marino Basso (ITA)       | Salvarani              |                   |
| 1973      | BEL               | Eddy Merckx (BEL)        | Molteni                |                   |
| 1974      | BEL               | Rik Van Linden (BEL)     | IJsboerke-Colner       |                   |
| 1975      | BEL               | Eddy Merckx (BEL)        | Molteni                |                   |
| 1976      | BEL               | Roger De Vlaeminck (BEL) | Brooklyn               |                   |
| 1977      | BEL               | Freddy Maertens (BEL)    | Flandria–Velda         |                   |
| 1978      | NOR               | Knut Knudsen (NOR)       | Bianchi-Faema          |                   |
| 1979      | Ingen konkurrence | Ingen konkurrence        | Ingen konkurrence      | Ingen konkurrence |
| 1980      | GER               | Gregor Braun (GER)       | Sanson                 |                   |
| 1981      | Ingen konkurrence | Ingen konkurrence        | Ingen konkurrence      | Ingen konkurrence |
| 1982      | ITA               | Giuseppe Saronni (ITA)   | Del Tongo              |                   |
| 1983      | GER               | Gregor Braun (GER)       | Vivi-Benotto           |                   |
| 1984–1995 | Ingen konkurrence | Ingen konkurrence        | Ingen konkurrence      | Ingen konkurrence |
| 1996      | ITA               | Gabriele Colombo (ITA)   | Gewiss Playbus         |                   |
| 1997      | ITA               | Roberto Petito (ITA)     | Saeco                  |                   |
| 1998–2008 | Ingen konkurrence | Ingen konkurrence        | Ingen konkurrence      | Ingen konkurrence |
| 2009      | ITA               | Daniele Bennati (ITA)    | Liquigas               |                   |
| 2010      | CZE               | Roman Kreuziger (CZE)    | Liquigas-Doimo         |                   |
| 2011      | SVK               | Peter Sagan (SVK)        | Liquigas-Cannondale    |                   |